# 微笑みのプルマージュ
「微笑みのプルマージュ」（ほほえみのプルマージュ）は、田村ゆかりの楽曲。彼女の21枚目のシングルとして2012年8月15日にキングレコードから発売された。

## 概要
前作「Endless Story」から約10か月ぶりのリリースとなる2012年1作目のシングル。表題曲は、 アニメ映画『魔法少女リリカルなのは The MOVIE 2nd A's』のエンディングテーマに起用された。

## 批評
HotShotDiscsの平賀哲雄は、「どんな現実も微笑みへと変えていく為のテーゼは、聴く者にじんわりと明日へ向かう力を与える」と評した。

## 収録曲
1. 微笑みのプルマージュ [4:42]
作詞：松井五郎、作曲・編曲：太田雅友
アニメ映画『魔法少女リリカルなのは The MOVIE 2nd A's』のエンディングテーマ
3曲あった候補から田村自身が歌った上で決めた曲[2]。タイトル中の「プルマージュ」とは、フランス語で羽の意。曲調は、バラードとなっているが[3]、同じバラード曲で、同アニメ（The MOVIE 1st）のタイアップであった「My wish My love」に比べて「華やかさと前向きさ」と温度が上昇している点が異なっている。また、クリスマスらしさを出すため、伴奏にはベルが使われている[2]。
2. アンドロメダまで1hour [3:37]
作詞：畑亜貴、作曲・編曲：小松一也
3. 君とLOVE [4:09]
作詞：村野直球、作曲：太田雅友、編曲：太田雅友・EFFY
4. 咲かせて乙女 [3:51]
作詞：松井五郎、作曲・編曲：太田雅友
文化放送『田村ゆかりのいたずら黒うさぎ』エンディングテーマ